# Грива (Даугавпілс)
Грива (латис. Grīva, пол. Grzywa) — район Даугавпілса, його колишнє місто-супутник. Розташований у південній частині Даугавпілса уздовж лівого берега річки Даугава.

## Історія

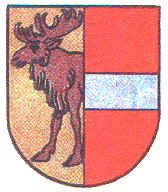
герб міста Грива

На початку 18 століття на землях Калкунського маєтку утворилася слобода Єрусалим, що була значним комунікаційним і торговельним пунктом. В 1810 році у районі слободи почалося будівництво передмостового зміцнення Дінабурзької фортеці, і слобода була перенесена на 1,5 км нагору за течією річки Даугава на лівий берег гирла річки Лауцеса, де ще в 1802 році розташовувалася «Гривська корчма». Нове поселення стало називатися Гривою, що в перекладі з латиської означає «гирло». Пізніше стало забудовуватися місце й на правому березі Лауцеси, на землях маєтку Лігінішки, і нове поселення одержало назву Земгаллен. У 1832 році, коли маєтки Калкуни й Лігінішки перейшли у власність одного хазяїна, два поселення були об'єднані й одержали назву Грива-Земгаллен (Грива Земгальська). Така назва проіснувала близько 90 років. Жителі селища колишній Земгаллен стали називати Грівкою.
У 1831 році Грива була приєднана до Дінабурга (Даугавпілса), у такий спосіб увійшовши до складу Вітебської губернії. Однак за грівчанами збереглися права жителів Курляндської губернії, наприклад, відсутність кріпосного права, що у Курляндській губернії було скасовано в 1817 році. В 1849 Грива вийшла зі складу Дінабурга й стала містечком Іллукстського повіту Курляндської губернії.
У другій половині 19 століття Дінабург став бурхливо розвиватися, і це позитивно відбилося в розвитку Гріви. Значно зросло й населення Гріви. За переписом 1897 р. населення містечка становило 8009 чоловік. Містечко по населенню випереджало не тільки повітовий центр Іллукст, але й такі міста губернії як Віндава (Вентспілс), Якобштадт (Єкабпілс), Туккум і інших.
У 1910 році у Гриві було вже 12 240 жителів, і в 1912 році Гріва дістала права міста.
Під час Латвійської Республіки в 1925 році 31 жовтня Президент ЛР Яніс Чаксте (1922—1927) затвердив серед інших герб міста Грива. Місто входило в Ілукстський повіт ЛР. 23 листопада 1935 року відкритий міст Єдності (Вієнібас) між містами Даугавпілс і Грива. З 1 січня 1950 року Грива — центр Гривського району, в 1950-х роках укрупнення районів, приєднані сусідні райони. 30 травня 1953 року Указом Президії Верховної Ради ЛРСР місто Грива зі своєю територією приєднаний до міста Даугавпілс, Даугавпілс служить центром Гривського району (із цього ж Указу).

## Відомі люди
- Латиський народний поет Яніс Райніс учився в Гривській німецькій школі (нині Даугавпілська середня школа № 6 ім. Райніса) в 1875—1879 роках.
- Латиський художник Ріхард Заріньш закінчив цю же школу в 1886 році.
- Рабин Аврагам-Їцхак Кук народився в Гриві в 1865 році.